# Anxiolytikum
Anxiolytikum (Plural: Anxiolytika) bedeutet wörtlich „Angst[auf]löser“. Der Begriff bezeichnet Medikamente, die zur Anxiolyse eingesetzt werden, also zur Verminderung übermäßiger oder krankhafter Ängste. Synonym verwendet werden auch die Begriffe Ataraktikum („Beruhigungsmittel“) oder minor tranquilizer (engl. für „schwaches Beruhigungsmittel“).
Die Hauptgruppe der wirksamsten Anxiolytika stellen die Benzodiazepine dar. Ihre wesentlichen Risiken und Nebenwirkungen liegen in gezieltem Missbrauch dieser Substanzen und der unter Umständen schnellen und starken Entwicklung einer Sucht. In Deutschland werden daher ersatzweise eher Anxiolytika anderer Wirkstoffklassen verordnet.

## Wirkstoffgruppen

### Benzodiazepine
Benzodiazepine sind effektive Arzneimittel mit schnellem Wirkungseintritt. Obwohl ihr Nebenwirkungsprofil in der Regel eher unkritisch ist, besteht bei ihnen stets die Gefahr einer schnellen und teilweise sehr starken Suchtentwicklung. Benzodiazepine werden daher in der Regel nur kurzfristig eingesetzt, etwa zur Behandlung von Panikattacken oder als Bedarfsmedikation bei schweren psychischen Grunderkrankungen. Ein weiteres Problem beim Einsatz von Benzodiazepinen sind Rebound-Phänomene beim Absetzen nach längerer Einnahme.
Zu den Benzodiazepinen gehören unter anderem:
- Bromazepam
- Lorazepam
- Diazepam
- Alprazolam
- Clonazepam
- Oxazepam
- Midazolam
- Camazepam

### Thienodiazepine
Als Derivate der Benzodiazepine sind die Thienodiazepine entstanden; diese sind Heterocyclen, die einen Diazepin-Ring und einen anellierten Thiophen-Ring statt einem Benzolring enthalten.
Zu den Thienodiazepinen gehören unter anderem:
- Bentazepam
- Brotizolam
- Ciclotizolam
- Clotiazepam
- Deschloroetizolam
- Desmethyletizolam (Metizolam)
- Etizolam

### H1-Antihistaminika
Einige ältere Antihistaminika der ersten Generation (Histamin H1-Rezeptor Antagonisten) haben auch sedierende oder angstlösende Wirkungen und werden für diese Zwecke eingesetzt. Sie zeichnen sich, wie auch die Benzodiazepine, durch einen schnellen Wirkungseintritt aus, jedoch ohne die Gefahr einer körperlichen Suchtentwicklung. Allerdings zeigen sedierende Antihistaminika gegenüber den Benzodiazepinen ein etwas schlechteres Nebenwirkungsprofil aufgrund ihrer ausgeprägt anticholinergen Wirkungen. Daher wird der Einsatz dieser Wirkstoffklasse bei Personen über 65 Jahre von einigen Autoren kritisch bewertet. Bekanntester Wirkstoff dieser Gruppe ist Hydroxyzin.

### Antidepressiva
Häufig werden zur langfristigen Behandlung bei Angststörungen Antidepressiva eingesetzt. Diese Substanzen benötigen häufig mehrere Wochen der Einnahme, bis sie eine ausreichende Wirksamkeit zeigen. Zur kurzfristigen Behandlung oder zum punktuellen Einsatz bei akuten Panikattacken sind sie daher zum Teil ungeeignet. Man unterteilt Antidepressiva in verschiedene Wirkstoffgruppen, die bestimmte Eigenschaften gemein haben, und sich individuell unterschiedlich gut zur Anxiolyse eignen.

### Neuroleptika
So genannte niederpotente Neuroleptika können auch zur Anxiolyse eingesetzt werden. Diese Wirkstoffe gelten bei Angsterkrankungen aufgrund ihrer potentiellen Nebenwirkungen und der bedingten Wirksamkeit bei den meisten Formen von Angst im Normalfall als Mittel der zweiten Wahl. Jedoch können sie bei ausgeprägten Angstsymptomen im Rahmen schwerer psychischer oder körperlicher Erkrankungen Mittel der ersten Wahl sein. Bekannte angstlösende Substanzen aus dieser Gruppe sind Promethazin, Melperon und Pipamperon.

### Sonstige Arzneistoffe
Bei Angststörungen kommen zusätzlich zum Einsatz:
- Buspiron – Wirkungseintritt nach einigen Wochen. Körperliche Sucht in der Literatur nicht beschrieben.[8]
- Opipramol – Wirkungseintritt nach einigen Tagen. Körperliche Sucht unwahrscheinlich, jedoch Absetzphänomene nach langfristiger und/oder hochdosierter Einnahme möglich.[7]
- Pregabalin – Schneller Wirkungseintritt nach einigen Tagen.[9] Körperliches Suchtpotential wahrscheinlich, Ausmaß bislang unbekannt.[10]
- Fabomotizol

### Pflanzliche Arzneimittel
Die Pflanzenheilkunde und die Volksmedizin kennen ebenfalls einige angstlösende Substanzen. Zu diesen zählen unter anderem:
- Baldrian
- Lavendel
- Kava (in Deutschland wegen Nebenwirkungen auf die Leber nicht mehr zugelassen)
- Passionsblume
- Kamille
- Johanniskraut
- Incensol (in Weihrauch)
- Cannabis (CBD-Öl)